# Delete (клавиша)

Клавиша Delete (слева внизу)

Delete (с англ. — «удалить»), забой — клавиша на клавиатуре компьютера. Чаще всего обозначается как Delete, Del или ⌦; на кириллических клавиатурах производства стран — членов СЭВ (в том числе СССР) иногда обозначалась как УДАЛ, УДЛ или УД. Соответствует одноимённому управляющему символу с кодом 0x7F.
При наборе текста клавиша Delete удаляет символ, следующий за курсором (в противоположность ← Backspace, которая удаляет символ перед курсором); вне области набора текста — удаляет выбранный объект. В сочетании с другими клавишами обычно также выполняет различные функции удаления, например ⇧ Shift+Delete часто используется как альтернатива сочетанию Ctrl+X (вырезать), а в файловых менеджерах — для удаления без помещения в Корзину. Также сочетание клавиш Ctrl+Alt+Delete во многих операционных системах либо вызывает аппаратную перезагрузку, либо открывает диспетчер задач системы. На некоторых клавиатурах, например ноутбуков MacBook, отсутствует, и для тех же целей используется сочетание клавиш Fn+← Backspace.